# William Aguet
Pour les articles homonymes, voir Aguet.
William Aguet est un acteur et peintre français, né le 30 mai 1892 dans le 8e arrondissement de Paris, mort le 30 octobre 1965 à Lausanne.

## Biographie
Comme peintre, il expose au Salon des Indépendants. On lui doit surtout des paysages.

## Filmographie
- 1928 : Le Tournoi dans la cité de Jean Renoir
- 1929 : Le Petit Chaperon rouge d'Alberto Cavalcanti
- 1932 : Ma femme... homme d'affaires de Max de Vaucorbeil
- 1932 : Plaisirs défendus d'Alberto Cavalcanti (court métrage)
- 1932 : Une idée folle de Max de Vaucorbeil
- 1933 : Cette nuit-là de Marc Sorkin
- 1933 : La Fusée de Jacques Natanson
- 1933 : Pour être aimé de Jacques Tourneur
- 1933 : Trois Hommes en habit de Mario Bonnard
- 1934 : Fanatisme de Gaston Ravel et Tony Lekain
- 1934 : Vers l'abîme de Hans Steinhoff et Serge Weber
- 1935 : Barcarolle de Gerhard Lamprecht et Roger Le Bon
- 1935 : La Fille de madame Angot de Jean Bernard-Derosne
- 1936 : Donogoo de Reinhold Schünzel et Henri Chomette
- 1937 : L'Appel de la vie de Georges Neveux
- 1937 : Boissière de Fernand Rivers
- 1937 : La Dame de Malacca de Marc Allégret
- 1938 : La Marseillaise de Jean Renoir
- 1939 : De Mayerling à Sarajevo de Max Ophüls

## Théâtre

### Acteur
- 1920 : Atlas Hôtel d'Armand Salacrou, mise en scène Charles Dullin, Théâtre de l'Atelier
- 1944 : L'Affaire Juanita Rosales de Jacques Aeschlimann, mise en ondes Marcel Merminod, Radio-Lausanne
- 1945 : La jalousie de Daisy Ramier de Jacques Aeschlimann, mise en ondes Marcel Merminod, Radio-Lausanne

### Auteur
- Billet simple Pièce jouée au théâtre Municipal de Lausanne.
- Albertine et ses deux docteurs Pièces jouée au Théâtre Municipal de Lausanne.
- Le rôle de sa vie (pièce en 1 acte).
- Le geneur indispensable (pièce en 1 acte).
- L'histoire du par-dessus (pièce en 1 acte).

## Pièces radiophonique
Il a composé de nombreuses pièces radiophoniques jouées sur "Radio Lausanne" dont
- Battement du monde sur une musique de Arthur Honegger
- Christophe Colombe poème lyrique sur une musique de Arthur Honegger.
- Les petits plats dans les grands.
- Je tiendrai un journal à la main.
- De fil en aiguille.
- Consultation.
- lmbroglio.
- François d'Assisse (poème).
- Don Quichotte (poème).
- Barbe Bleue (opéra bouffe radiophonique) Texte de William Aguet sur une musique de Jacques ibert dont les chansons Mon bien-aimé siffle si bien, Je pensai épouser un fier à bras, Quintette de la peur